# Helado de cerveza
El helado de cerveza es un tipo de helado preparado con cerveza como ingrediente principal. Este postre elaborado con cepas más oscuras generalmente cuenta con un sabor más distintivo, en comparación con cervezas más ligeras. El alcohol a veces está presente en el helado terminado, mientras que en otras preparaciones se cocina la mezcla y puede evaporarse.

## Descripción
El helado de cerveza se prepara con ingredientes típicos del helado, con el añadido de la bebida alcohólica. El tipo de cerveza que se utiliza diversifica los sabores del helado. Por ejemplo, el tipo stout puede producir un sabor a malta y caramelo, y las de clase pilsener, India pale ale y ale pálida pueden causar gusto amargos. La India pale ale también puede imbuir toques de malta. La cerveza de trigo y las cervezas doradas también se pueden usar como ingrediente en el plato. Las más ligeras, como las lager, no producen tanto sabor en comparación con las cervezas más oscuras y las que presentan una mayor cantidad de malta y lúpulo, que proporcionan un gusto más distintivo.

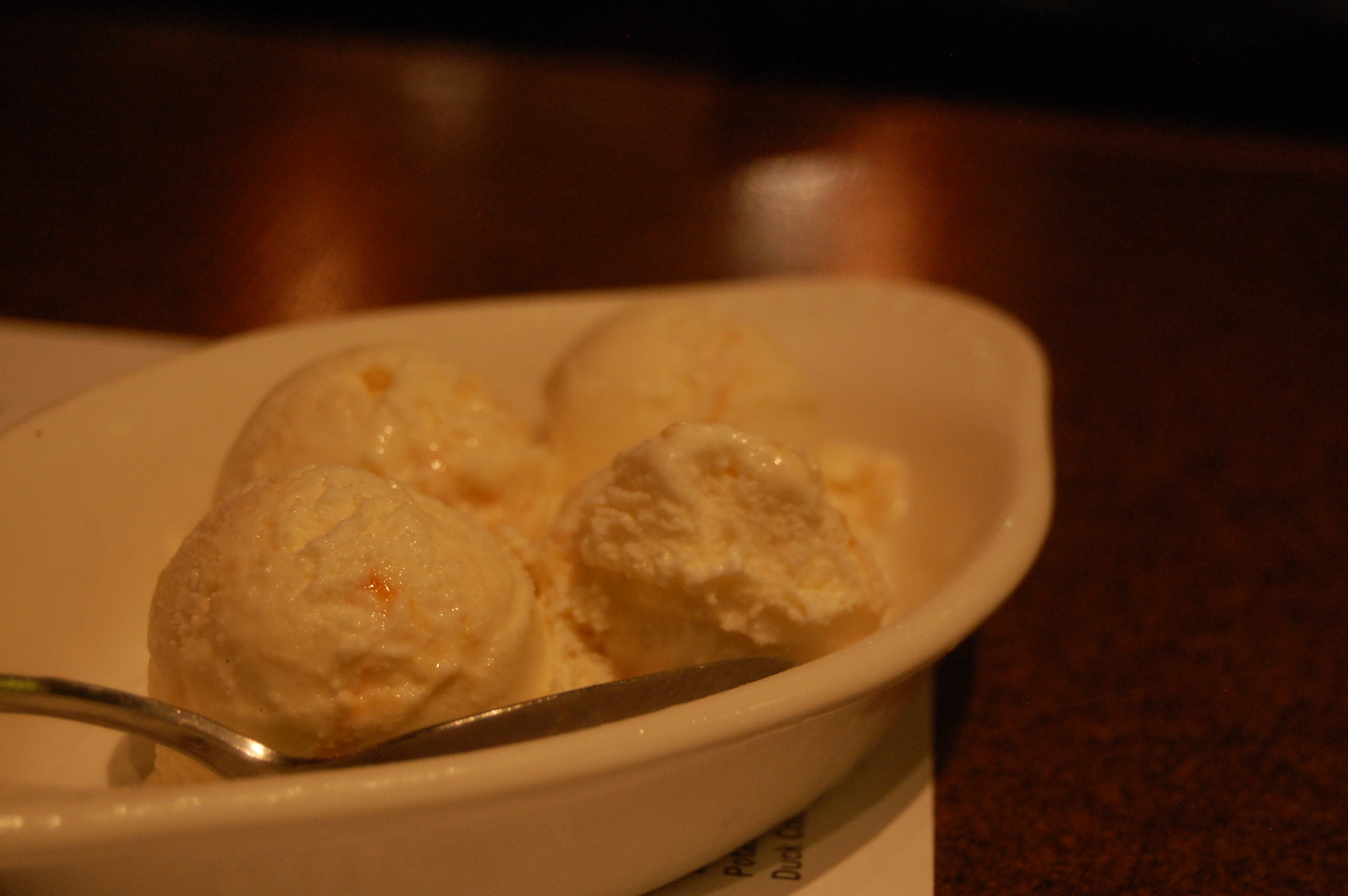
Helado de cerveza y albaricoque.

Se pueden usar varios ingredientes adicionales —como ocurre en otros tipos de helados—, como chocolate, cerezas, caramelo, nueces, malvaviscos y similares. La elaboración del plato puede implicar infundir la cerveza en un helado prefabricado, o bien preparar el helado con cerveza desde cero.
Algunas heladerías en Estados Unidos preparan y venden helado de cerveza, y el plato llegó a servirse en el Great American Beer Festival. La franquicia Ben & Jerry's se asoció con New Belgium Brewing Company en 2015 para crear dos helados de cerveza de edición limitada elaborados con New Belgium Brown Ale.

## Contenido alcohólico
El helado de cerveza a veces retiene el alcohol que está presente en la cerveza, y el preparado con esta bebida con un alto contenido de alcohol por volumen puede no congelarse por completo cuando se usa una heladora. Algunas elaboraciones del plato implican cocción, lo que puede evaporar el alcohol.

## Platos similares

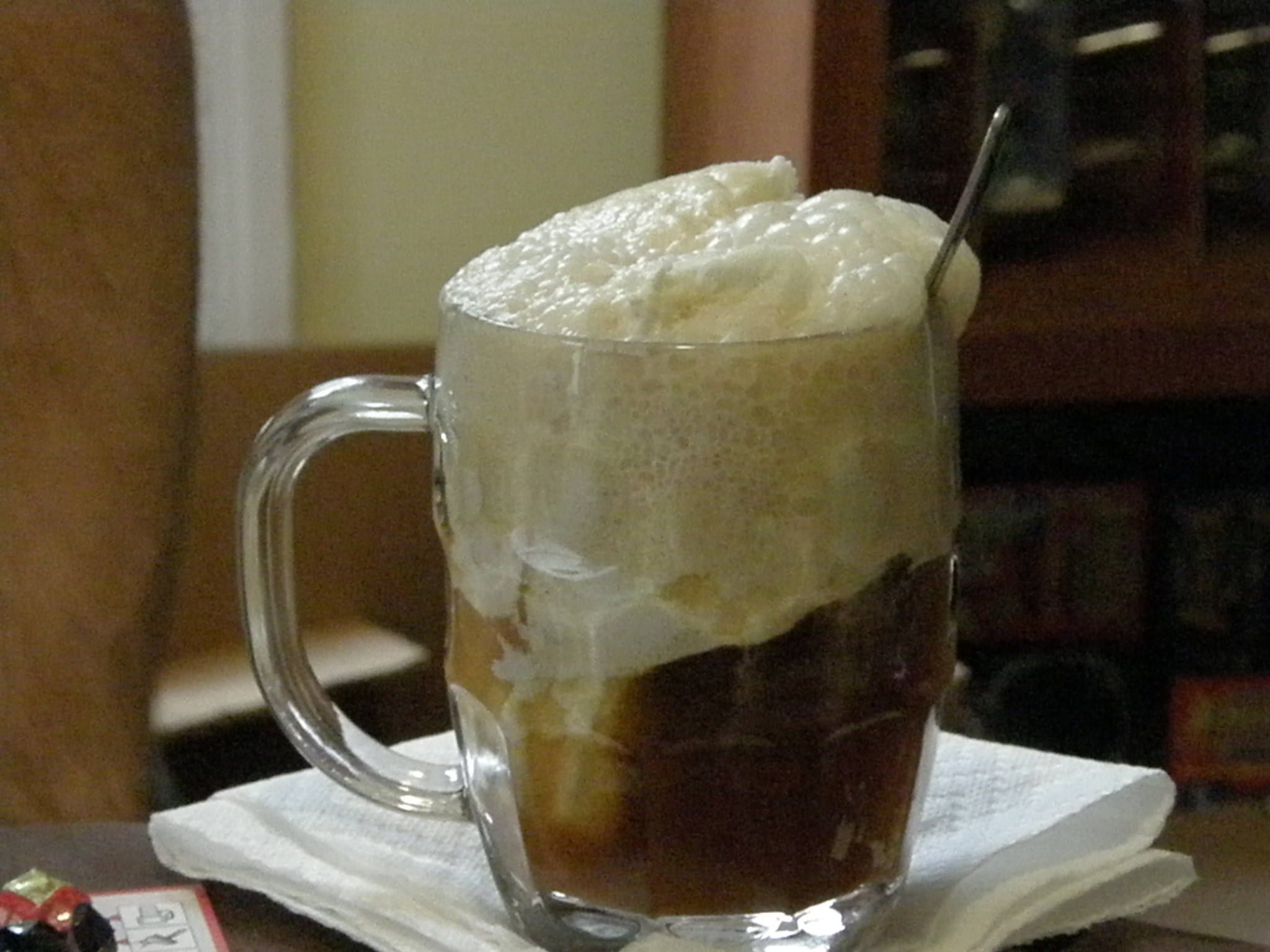
Un refresco de helado preparado con cerveza Samuel Adams y helado de vainilla.

Una elaboración parecida consiste en refresco de helado de cerveza, cuya receta puede consistir de manera simplificada en añadir una bola de helado a esta bebida. Se puede preparar una variante del helado de cerveza sin alcohol que se prepara con cerveza de raíz e ingredientes típicos del helado.